# 马克西米利安·冯·普里特维茨
马克西米利安·冯·普里特维茨（德語：Maximilian “Max” Wilhelm Gustav Moritz von Prittwitz und Gaffron，1848年11月27日—1917年3月29日），德意志帝国陆军大将。他参与过的战争包括普奥战争，普法战争和第一次世界大战。

## 第一次世界大战
1914年8月2日，隨著一戰的開始，普里特维茨被委任第8集團軍總司令，任務是要防禦東普魯士以抵擋沙俄可能發起的攻擊 。
當普里特维茨抵達東線，發現俄軍攻勢來勢洶洶，於是拍封電報給德国总参谋部，要求東線軍隊撤至维斯瓦河西岸，意即放棄東普魯士，這是完全違背計畫的。此外，第一軍指揮官赫爾曼·馮·弗朗索瓦彈劾普里特维茨，指責他對於戰役充斥著悲觀的想法。這事參謀部聽進耳裡了。最後他的職位在1914年8月23日被保罗·兴登堡取代，並派遣第2軍的副參謀長 埃里希·鲁登道夫擔任他的幕僚。他們發起坦能堡戰役與第一次馬蘇里安湖戰役，分別擊潰兩支進攻東線的40萬俄軍，最後在9月中旬將俄軍打回國土。
回到柏林後，普里特维茨被提早退休，最後他死於心臟病，下葬於柏林荣军公墓，享年68歲。